# Ol'ha Mazničenko
Ol'ha Juriïvna Mazničenko (in ucraino Ольга Юріївна Мазніченко?; Myrhorod, 24 luglio 1991) è una cestista ucraina.

## Carriera
Ala-centro di 190 cm, ha giocato in Serie A1 con Pozzuoli.
Con l'Ucraina ha disputato i Campionati europei del 2017.